# Achaea faber
Achaea faber is een vlinder van de familie van de spinneruilen (Erebidae). De wetenschappelijke naam van deze soort is voor het eerst voorgesteld door William Jacob Holland in een publicatie uit 1894.

## Verspreiding
De soort komt voor in het Afrotropisch gebied waaronder Sierra Leone, Ivoorkust, Ghana, Nigeria, Kameroen, Sao Tomé en Principe, Gabon, Congo-Brazzaville, Congo-Kinshasa, Ethiopië, Oeganda, Kenia, Tanzania, Zambia, Malawi, Zuid-Afrika, Madagaskar, Réunion en Saudi-Arabië.

## Waardplanten
De rups leeft op Eucalyptus camaldulensis Dehnh. (Myrtaceae), Pelargonium sp. (Geraniaceae) en Shirakiopsis elliptica (Hochst.) Esser (Euphorbiaceae).